# Chance the Rapper
Chancelor Jonathan Bennett (Chicago, Illinois, 16 de abril de 1993), más conocido por su nombre artístico, Chance the Rapper, es un rapero, cantante, compositor estadounidense, y productor del barrio de West Chatham, Chicago, Illinois. 
En 2013 comenzó a obtener reconocimiento luego de la publicación de su segundo mixtape: Acid Rap. Además de su carrera solista, es miembro del colectivo de Chicago SaveMoney (junto a su frecuente colaborador Vic Mensa). Trabajó como vocalista líder para la banda The Social Experiment, que publicó el álbum Surf en mayo de 2015. 
En mayo de 2016, Bennett lanzó su tercer mixtape, Coloring Book para aclamación de la crítica. Por este mixtape ganó tres premios Grammy, incluido el de Mejor Álbum de Rap. Coloring Book fue el primer álbum exclusivamente en streaming que recibió y ganó una nominación al Grammy. Su álbum de estudio debut, The Big Day, fue lanzado el 26 de julio de 2019.

## Biografía
Chancelor Jonathan Bennett nació en Chicago, Illinois. Su hermano menor, Taylor Bennett, también es rapero en Chicago. Su padre, Ken Williams-Bennett, fue ayudante del exalcalde de Chicago Harold Washington y trabajó para Barack Obama. Williams-Bennett, quien ahora es subdirector de personal del alcalde Rahm Emanuel, soñó que su hijo podría un día ocupar el cargo. Su madre, Lisa Bennett, trabajó para el procurador general de Illinois. Bennett creció en el barrio de clase media de West Chatham en el lado sur de la ciudad.
Cuando cumplió 16 años, su padre comenzó a trabajar en el Departamento de Empleo durante la primera presidencia de Barack Obama. Bennett conoció personalmente al presidente Obama en su juventud y conversó sobre sus aspiraciones a ser rapero. Bennett originalmente iba a mudarse a Washington D. C. luego de la victoria de Obama en la elección presidencial de 2008 aunque esos planes luego no prosperaron. Bennett asistió a la Jones College Prep High School donde fue miembro de la Jewish Student Union. Durante su tiempo en la escuela secundaria no obtuvo buenas notas y fue suspendido con frecuencia.
Su interés por la música comenzó con Michael Jackson, a quien escuchaba exclusivamente en casetes hasta el quinto grado. Al crecer, sus padres ponían música constantemente, incluyendo a Billie Holiday, Sam Cooke y otros artistas de jazz y góspel. Comenzó a escuchar hip hop luego de oír "Through the Wire" de Kanye West en la radio mientras caminaba por Hyde Park, Chicago. Luego de descubrir que la canción aparecía en el álbum debut de West The College Dropout, compró el álbum, siendo este el primer álbum de hip hop que escuchó. Bennett considera a West como una gran influencia y dijo que se inspiró a comenzar a rapear por él. Bennett y West se encontraron en agosto de 2014 en el Festival de Música Bonnaroo.
Bennett comenzó a rapear en sexto grado cuando su primo lo dejó usar su estudio. En el primer año de secundaria formó el dúo Instrumentality con un amigo. Muchas de las primeras presentaciones tuvieron lugar en el YOUmedia Lyricist Loft de la Biblioteca Harold Washington de Chicago. Tras obtener el segundo puesto en un concurso local de escritura de canciones, conoció al entonces alcalde Richard M. Daley, que disfrutó su música. Bennett pasó la mayor parte de su tercer año y un poco del último escribiendo un boceto de su proyecto debut, 10 Day, que luego se publicó cuando fue suspendido diez días por ser descubierto fumando cannabis.

## Carrera musical

### 2011-2012: Comienzo de su carrera y 10 Day
En su escuela, muchos de sus maestros ridiculizaron sus aspiraciones a ser músico. Luego de ser suspendido por diez días a principios de 2011 en su último año por posesión de marihuana en el campus, grabó su primer mixtape titulado 10 Day. En diciembre del mismo año publicó una canción llamada "Windows" y anunció públicamente su proyecto.
En febrero de 2012, fue destacado por la revista Complex como uno de los nuevos raperos de Chicago a prestar atención. Bennett contó que pasó unos ocho meses grabando, escribiendo y haciendo contactos por el afán de publicar algo. Publicó el mixtape el 3 de abril de 2012 y ha sido descargado más de 500000 veces a través del sitio de compartido de mixtapes DatPiff. Fue bien recibido localmente y lo ayudó a hacer contactos con productores como Chuck Inglish, Kenny Jame$ y Blended Babies. El mixtape también llamó la atención de la revista Forbes, que lo destacó en la publicación de la columna Cheap Tunes.

### 2012-2015: Acid Rap y The Social Experiment
En julio de 2012 apareció en el sexto mixtape de Childish Gambino, Royalty, en la pista "They Don't Like Me". Gambino lo invitó a unirse a su primer concierto en América del Norte como telonero. En abril de 2013, Bennett publicó su segundo mixtape, Acid Rap en DatPiff. Bennett enlistó a invitados como Twista, Vic Mensa, Saba, BJ the Chicago Kid, Action Bronson, Childish Gambino y Ab-Soul. Acid Rap fue bien recibido por la crítica y ha sido descargada más de 1,5 millones de veces En Metacritic obtuvo un promedio de 86, basado en 21 críticas, lo que indica "aclamación universal". Fue nominado para Mejor Mixtape en los 2013 BET Hip Hop Awards. El 6 de mayo de 2013 la canción "Paranoia" (producida por Nosaj Thing), luego de ser publicada como pista secreta en Acid Rap, fue liberada como contribución a Yours Truly y a la serie "Songs From Scratch" de Adidas Originals.
En junio de 2013 apareció en un comercial para MySpace como parte del relanzamiento, junto a los raperos estadounidenses Mac Miller, Pharrell Williams y Schoolboy Q, entre otros. En julio de 2013 Acid Rap debutó en el número 63 de la tabla Billboard Top R&B/Hip-Hop Albums debido a las descargas en iTunes y Amazon. En agosto de 2013 se presentó en el festival de música de Chicago Lollapalooza. Acid Rap fue listado en muchas tablas de 50 mejores álbumes de 2013 incluyendo el número 26 en Rolling Stone, 12 en Pitchfork y 4 en Complex. Fue listado también como uno de los 50 álbumes favoritos de 2013 por NPR Music.
Bennett comenzó su Social Experiment Tour en Champaign, Illinois el 25 de octubre de 2013 hasta el 19 de diciembre de 2013. En marzo de 2014 apareció en un vídeo en línea para Dockers promocionando la línea de primavera de la marca en el que habla de su estilo, amor por crear música y cómo es vivir en Los Ángeles. El 5 de mayo de 2014, XXL reveló que fue incluido en su lista de nuevos artistas anual junto a Isaiah Rashad, Ty Dolla $ign, Rich Homie Quan, Vic Mensa, August Alsina, Troy Ave, Kevin Gates, Lil Bibby, Jon Connor, Lil Durk y Jarred Benton. Durante el otoño de 2014 participó con otros artistas del tour Verge Campus. En noviembre recibió el premio "Outstanding Youth of the Year" por el alcalde Rahm Emanuel de Chicago.
En enero de 2015 fue listado número 7 en la lista 30 Under 30 de Forbes. En marzo publicó un cortometraje llamado Mr. Happy, dirigido por Colin Tilley. Se centra en el protagonista Víctor, que lucha contra la depresión e intentaba suicidarse. Luego de muchos intentos fallidos para matarse, descubre a Mr. Happy. El 30 de abril de 2015 Bennett dio una clase en el Archivo e Instituto de Investigación de Hip Hop de la Universidad de Harvard.

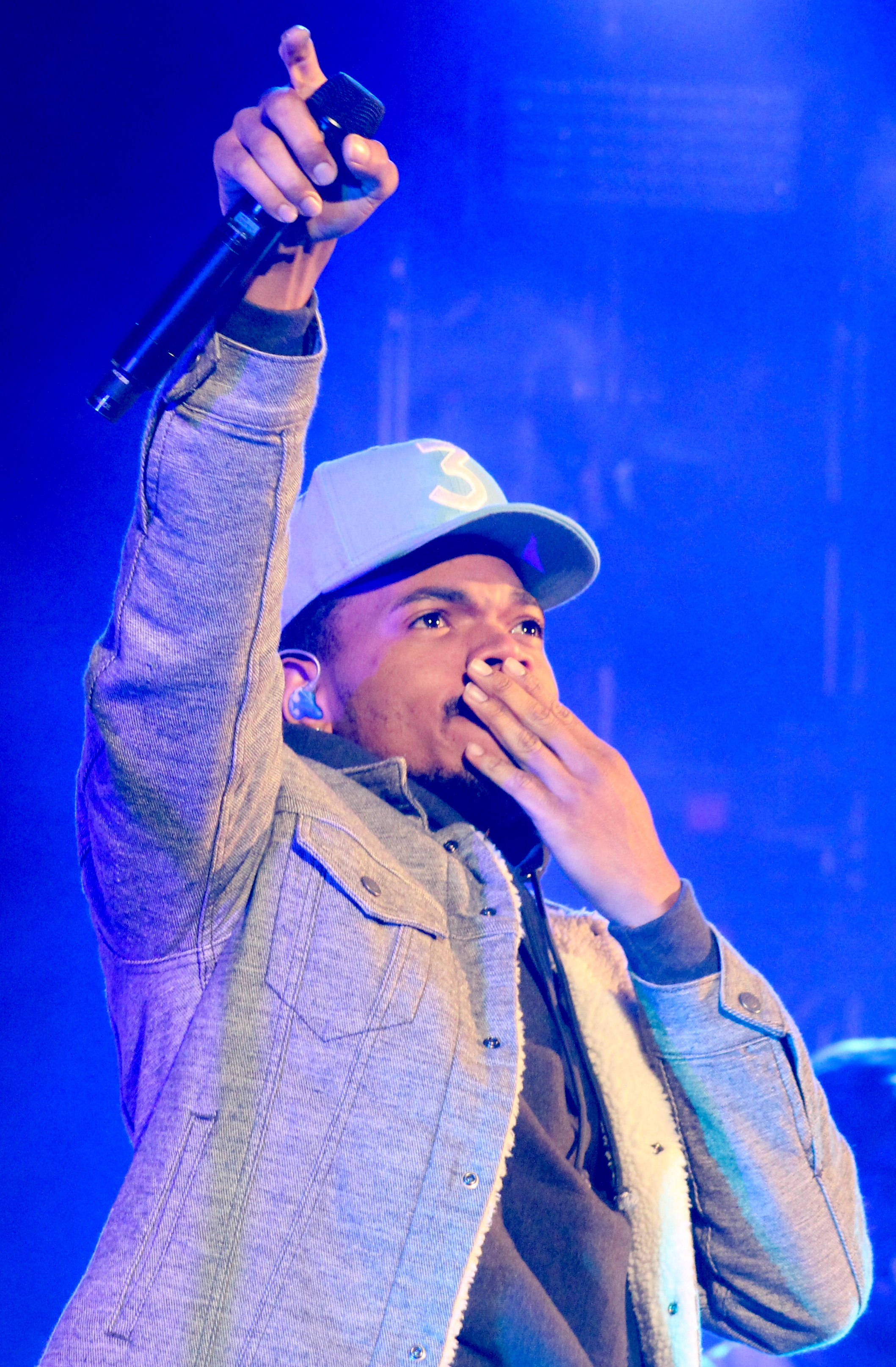
Chance the Rapper presentándose en Red Rocks en 2017

Justo antes de la medianoche del 28 de marzo de 2015 se publicó Surf gratuitamente en el iTunes estadounidense y en iTunes Exclusive. El álbum recibió grandes elogios de los críticos. En junio se presentó al festival de música Bonnaroo en la colección de concierto Superjam. Hizo una aparición como invitado con el rapero Kendrick Lamar junto a Earth, Wind & Fire. El 19 de julio anunció junto a Lil B que habían grabado un mixtape colaborativo. Lo publicaron el 5 de agosto bajo el nombre de "Free (Based Freestyles Mixtape)".
El 13 de octubre de 2015, publicó un vídeo para su nueva canción "Family Matters" en su sitio web. La canción, que comparte el nombre con su tour de otoño de 2015 con D.R.A.M., Metro Boomin, Towkio (y Hiatus Kaiyote en algunas fechas), es una reelaboración de la canción "Family Business" de Kanye West de su álbum The College Dropout de 2004. Unos días antes, apareció un vídeo de Bennett presentando una canción nueva en vivo, que finalizaba con las palabras "tercer mixtape", llevando a muchos a creer que la espera podría estar terminándose para una nueva publicación. El 27 de octubre de 2015, Bennett presentó una nueva canción titulada "Angels" con la presencia de Saba, en el The Late Show with Stephen Colbert. El 21 de diciembre presentó una nueva canción, "Somewhere in Paradise", en Saturday Night Live.

### 2016-2019: Colouring Book y The Big Day
El 12 de mayo de 2016, se lanzó el tercer mixtape de Chance, Coloring Book (promocionado como Chance 3), que se transmite exclusivamente en Apple Music. En la primera semana, el mixtape se transmitió más de 57,3 millones de veces, lo que equivale a 38.000 unidades vendidas, debutando en el número ocho de la lista Billboard 200 de EE. UU. Se convirtió en el primer lanzamiento que se trazó únicamente en streams. El 26 de julio de 2019, Bennett lanzó su álbum de estudio debut The Big Day.

## Discografía

### Mixtapes
- 2012: 10 Day
- 2013: Acid Rap
- 2016: Coloring Book
- 2016: Merry Christmas Lil' Mama (con Jeremih)

### Álbumes de estudio
- 2019: The Big Day

## Premios y nominaciones
| Año  | Premio                   | Categoría                                                   | Obra          | Resultado | Ref.   |
| ---- | ------------------------ | ----------------------------------------------------------- | ------------- | --------- | ------ |
| 2016 | Soul Train Music Awards  | Soul Train Award al Mejor Artista Revelación R&B/Soul o Rap |               | Ganador   | [ 57 ] |
| 2016 | BET Hip Hop Awards       | BET Hip Hop Award al Mejor Mixtape                          | Coloring Book | Ganador   | [ 58 ] |
| 2017 | Grammy                   | Premio Grammy al Mejor Artista Nuevo                        |               | Ganador   | [ 59 ] |
| 2017 | Grammy                   | Premio Grammy al Mejor Álbum de Rap                         | Coloring Book | Ganador   | [ 60 ] |
| 2017 | Grammy                   | Premio Grammy a la Mejor Interpretación de Rap              | No Problem    | Ganador   | [ 61 ] |
| 2017 | NAACP Image Award        | NAACP Image Award al Mejor Artista Nuevo                    |               | Ganador   | [ 62 ] |
| 2017 | BET Hip Hop Award        | BET Hip Hop Award al Novato del Año                         |               | Ganador   | [ 63 ] |
| 2017 | iHeartRadio Music Awards | iHeartRadio Music Award for Best New Hip-Hop Artist         |               | Ganador   | [ 64 ] |